# CRISPR

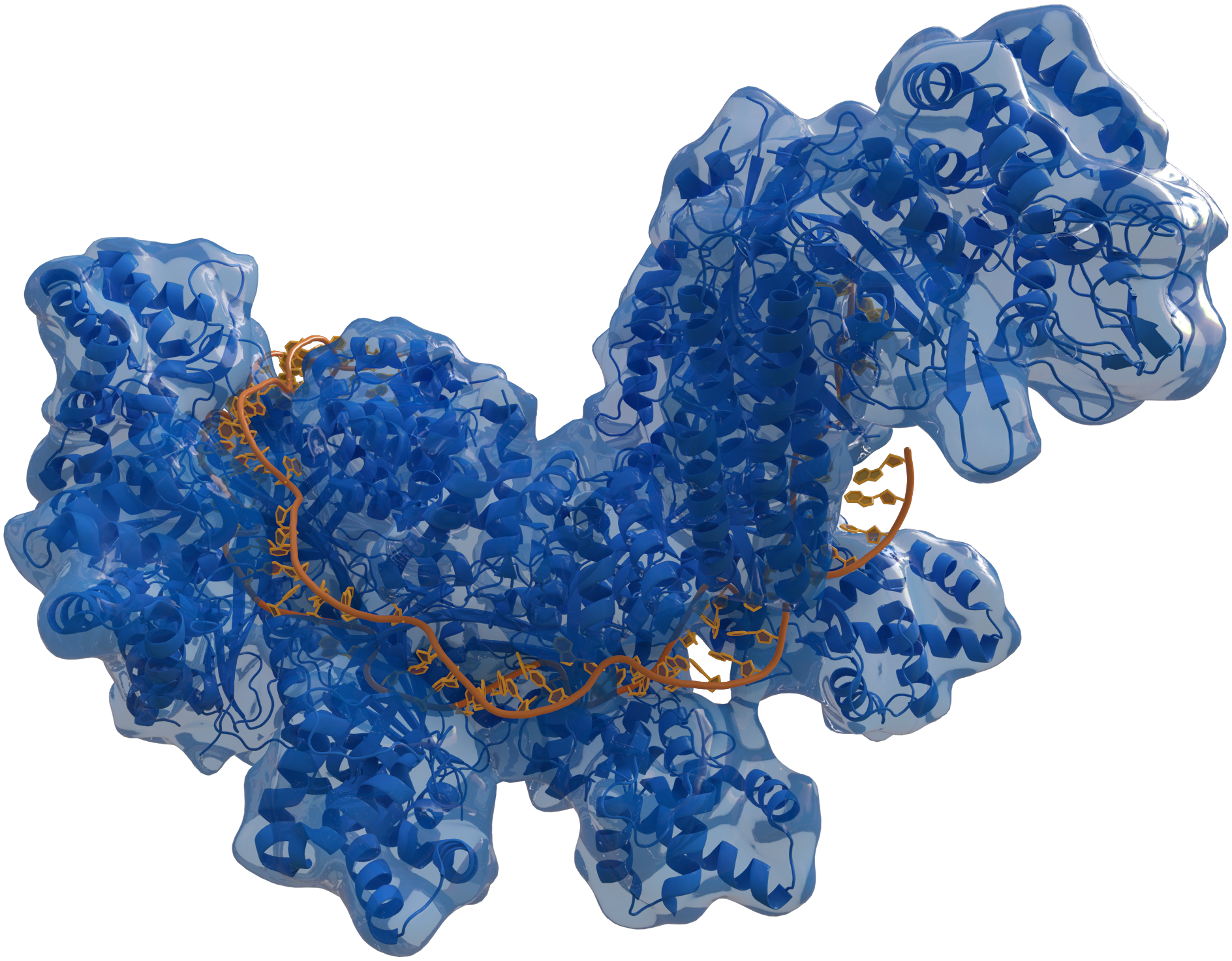

크리스퍼(영어: CRISPR, Clustered Regularly Interspaced Short Palindromic Repeats)는 세균과 고균 같은 원핵생물 유기체의 게놈에서 발견되는 DNA 서열이다. 캐스9(Cas9)은 크리스퍼 서열에 상보적인 DNA의 특정 줄기를 인식하고 절단하기 위하여 가이드로서 크리스퍼 서열을 사용하는 효소이다.

## 형태와 특징
크리스퍼 캐스9는 크게 두 가지 요소로 이루어져있다.
RNA로 만들어진 '가이드 RNA'와 DNA를 절단하는 효소인 '캐스9'이다. (캐스12a 도 존재한다.)
원리적으로 모든 생물에 적용이 가능하다.
크리스퍼 캐스9를 수정란에 삽입하는 작업은 크게 어렵지 않다.
참돔의 수정란에 게놈 편집을 하는 경우에 '미세조작기'라는 장치를 사용한다.
이때 수정란에 대단히 얇은 관을 찔러 넣어 가이드 RNA와 캐스9를 삽입하는 것이다.
하지만 식물의 경우에는 세포벽이 있기 때문에 세포안으로 캐스9를 삽입하는데 어려움이 있다.
그래서 식물에는 세균(벡터, 즉 유전자를 전달하는 운반자)을 세포 안으로 집어넣는 방법을 사용한다.

## 작동방식
가이드 RNA는 문자 그대로 DNA 중에 어떤 부분을 절단할 것인지 안내하는 가이드 역할을 한다.
이때 가이드에는 RNA의 기능이 어느 정도 사용된다.
DNA는 주로 핵에 정보를 저장하는 역할을 하고 RNA는 그 정보를 변환하는 역할을 한다.
이 역할 덕에 RNA는 DNA의 서열에 상보적 결합이 가능하다. 크리스퍼는 이러한 RNA의 특성을 활용해,
RNA의 염기서열에 자신과 정확하게 결합하는 DNA 서열을 찾아 결합하는 것이다.
이 가이드 RNA는 DNA의 이중 나선을 절단하는 효소, 즉 제한효소라고 불리는 캐스9과 하나의 복합체를 형성한다.
유전자를 조작하고 싶은 부분에 이 효소를 넣으면 목표한 DNA 서열을 찾아내 캐스9가 DNA를 절단하게 된다.
세포는 DNA가 절단되었을 때, 복구하고자 하는 기능을 가지고 있다. 따라서, 원래 서열로 복구가 되면
또 다시 크리스퍼 캐스9가 작동하여 이를 절단하게 된다.
이 과정이 계속 반복되는 중에 "복구 오류"가 나타나고 원래의 서열과 몇개의 염기에서 차이를 보이게 된다.
변화가 나타나면 크리스퍼는 작동을 멈추고, 복구 오류로 변화된 서열은 원래의 기능은 발휘하지 못하게 된다.
이런 식으로 절단하고자 하는 유전자를 정확하게 찾아내, 파괴(녹아웃)하는 것이 가능해진다.
또한 이 기술을 활용해 절단할 뿐만 아니라 원하는 곳에 유전자를 추가할 수도 있다.
크리스퍼 캐스9과 함께 새롭게 추가하고 싶은 DNA 서열을 넣으면, 세포가 절단된 부분을 복구하는 과정에서 추가된 DNA 서열을 흡수하게 된다.
문자 그대로 유전자를 자르고 다른 유전자를 붙여 넣은 '편집'이 가능하게 되는 것이다.

## 한계점과 부작용
난치 질병을 고칠 미래의 정교한 유전자 치료술로 평가받는 크리스퍼 기술이지만, 실제 임상치료에 쓰이기엔 아직 한계점과 부작용이 많다.
먼저, 크리스퍼 기술을 연구 목적으로 사용했을 때와 임상에서 사용할 때의 경우가 다르다는 것이 학계의 입장이다. 미국의 노비타스 생명의학연구소는 유전자 가위와 암의 상관관계를 우려하며 DNA 손상을 스스로 복구하는 p53 유전자를 언급했다. 이 p53 유전자는 유전자 가위가 작동하는 데 방해가 되기 때문에 유전자 가위는 세포의 보호자 역할을 하는 p53 유전자가 없는 비정상 세포에서 더 잘 작동하는데, 문제는 p53 유전자가 동시에 암 발생을 억제하는 역할을 우리 체내에서 한다는 것이다. 현재 이루어지고 있는 임상 실험에서 치료제 목적의 크리스퍼 연구에서는 당연히 p53 유전자가 결실된 비정상 세포를 사용하지 않지만, 노비타스 연구소가 제시한 연구 결과에서 미루어 봤을 때 크리스퍼 기술을 임상에서 사용하려면 더 면밀한 검사가 필요할 것으로 보인다.
또한, 유전자 가위의 표적이탈 문제는 어느정도 해결된 것으로 보이지만 유전자 가위가 표적지점을 정확히 절단하더라도 세포가 자연스레 손상된 DNA를 복구하는 과정에서 예상치 못한 염기서열 결실, 삽입, 재배열이 일어날 수 있다. 이를 해결하기 위해서는 DNA 복제 메커니즘을 정확하게 이해하고, 어떤 경로로 어떤 단백질에 의해 이런 표적지점 변이가 일어나는 지에 대한 연구가 필요할 것이다.

## 현실 적용 사례
미국에서는 면역거부반응을 크리스퍼 유전자 편집으로 해소한 돼지 신장을 만들어 2024년 사람에게 세 차례 이식 수술을 하는데 성공하였다.

## 같이 보기
- 유전자 가위
- 뇌-컴퓨터 인터페이스
- 멤리스터
- 신경형태 컴퓨팅
- 유도만능줄기세포

## 참고 문헌
- 생명의 설계도 게놈 편집의 세계 (책)